# Nicolò da Ferrara
Nicolò da Ferrara (Ferrara, ... – ...; fl. XIV secolo) è stato un teologo e storico italiano.
Poco si conosce delle sue origini; nato a Ferrara nei primi decenni del XIV secolo da famiglia ignota, ebbe modo di approfittare del vivace ambiente culturale della sua città natale governata dagli Este, che nel 1391 vi fondarono anche l'Università. Studiò le Sacre Scritture, divenendo maestro di teologia.
Fu abate del monastero di san Bartolomeo, importante istituzione benedettina ferrarese, almeno dal 1387 ma probabilmente lo fu già nel 1384, quando il 7 luglio papa Urbano IV incaricò tramite una bolla pontificia l'abate di esaminare la preparazione di un canonico. I documenti dell'abbazia lo attestano a rivestire tale ruolo almeno fino al 1394. Dovette morire prima del 1400, anno nel quale fu nominato abate commendatario Ugo de Roberti da Tripoli, patriarca di Gerusalemme.
Fu autore di un'opera di grande valore: la Polyhistoria, scritta in volgare e datata 1387. Essa consiste nella dettagliata narrazione di eventi, dall'origine del mondo al 1383, alternando eventi storici e racconti del Vecchio e Nuovo Testamento. La narrazione dei fatti costituisce anche occasione per esaltare le gesta degli Este, segno del forte legame di Nicolò con la corte ferrarese e in particolare con il marchese Nicolò II, al quale è dedicata l'opera.